# Cyclothone signata
Espèce
Cyclothone signata est un poisson appartenant à la famille des Gonostomatidae.